# Rivalidad entre Club América y Club Universidad Nacional

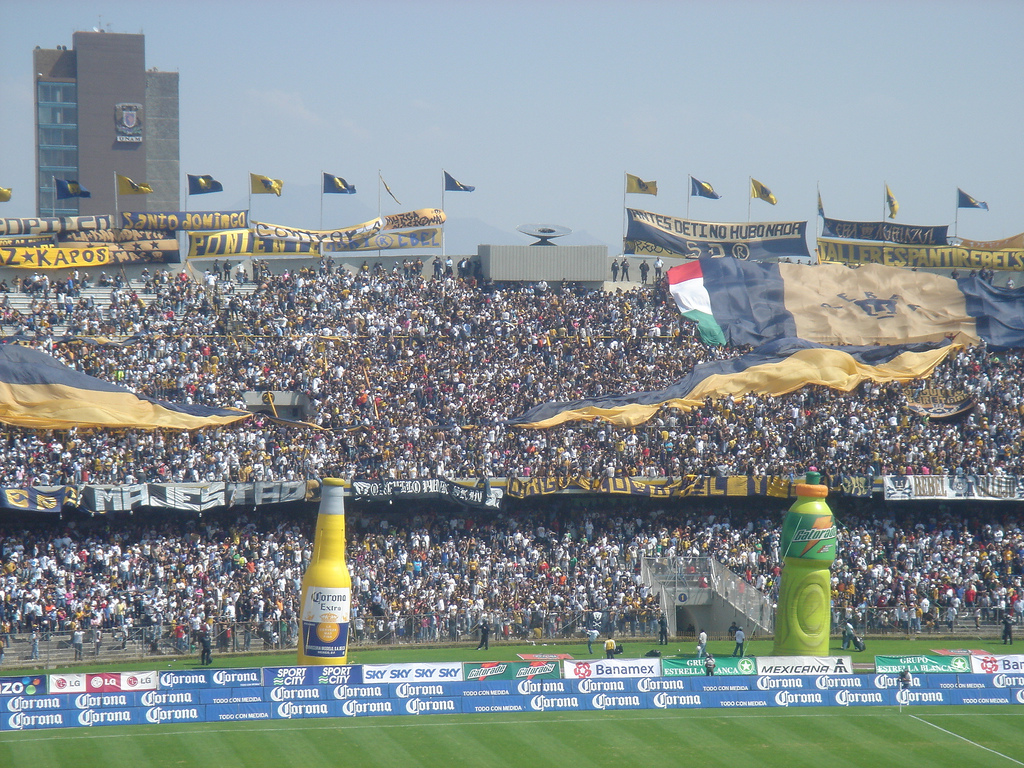
Afición de los "Pumas" en un Clásico Capitalino en el Estadio Olímpico de CU en el 2005.

El Clásico Capitalino es una de las más fuertes rivalidades entre dos de los cuatro equipos más populares de México (Club América, Cruz Azul, Guadalajara y UNAM), jugada entre dos de los tres equipos que representan a la Ciudad de México en la Primera División, el Club América y los Pumas de la UNAM.
El primer enfrentamiento se dio el 1 de julio de 1962, donde el América, le dio la bienvenida al cuadro universitario que recién consiguió su ascenso en la campaña anterior, ganándoles por un marcador de 2-0 en el Estadio Olímpico de Ciudad Universitaria, aun casa de los entonces millonetas.

## Historia
En la temporada 1961-62 de la segunda división los Pumas de la UNAM consiguieron su ascenso a la Primera División. El equipo al que correspondió dar la bienvenida al conjunto "benjamín" de la campaña 1962-63 fue el América. El 1 de julio de 1962 la escuadra crema consiguió la victoria por un marcador de 2-0 con goles de Francisco Moacyr y Antonio Jasso.
En la temporada 1966-67 el América, junto al Atlante y Necaxa, se muda a su nueva casa, el Estadio Azteca. En su primer enfrentamiento en este inmueble, el 18 de agosto de 1966, el cuadro crema golea a los universitarios con un marcador de 5-1. Esta derrota pica en el orgullo universitario y en el siguiente partido, los Pumas golearon al América por 4-1 el 1 de diciembre de 1966.
Para la temporada 1969-70 el América anuncia la contratación del delantero Enrique Borja, noticia que causó gran polémica y sacudió al medio nacional debido a la joven rivalidad entre ambos equipos. Esta transacción provocó tal escándalo que el jugador declaró al enterarse de la transferencia, que dejaría de jugar porque no estaba de acuerdo. Sin embargo, la directiva logró convencerlo y con el tiempo fue considerado un ídolo americanista.
La rivalidad llegó a su punto máximo en los años 80 cuando estos equipos disputaron tres finales en esa década. La primera final fue en la temporada 1984-85, la cual tuvo que llegar a un tercer partido de desempate el 28 de mayo de 1985 en Querétaro, en el que causó gran polémica la actuación del árbitro Joaquín Urrea. El marcador final fue de 3-1 favorable a las Águilas con dos goles de Daniel Brailovsky y uno de Carlos Hermosillo, este título significó el quinto en su historia. Volvieron a enfrentarse en una final para la temporada 1987-88 donde nuevamente el América se alzó con la victoria con un contundente 4-1 en el partido de vuelta el 3 de julio de 1988 y un 4-2 global.
La última final de liga que disputaron fue en la campaña 1990-91 en la cual por fin pudo cobrar las anteriores afrentas el cuadro universitario. En el primer partido las Águilas ganaron de local por 3-2 el 19 de junio de 1991 y para el juego de vuelta del 22 de junio el partido lo definió con un gol de tiro libre el brasileño Ricardo "Tuca" Ferretti. Este significó el tercer título en la historia del club auriazul.

## Jugadores que han militado en ambos equipos
Por tantos años que la rivalidad entre ambos equipos ha existido, ha habido jugadores quienes representaron a ambas entidades. Aquí una lista de jugadores que defendieron ambas causas, muchos de ellos habían comenzado su carrera de futbolista con los de la Pumas UNAM, los cuales años más tarde volvieron a surgir con el Club América. Del otro lado ha habido pocos de extracción americanista que hayan militado en las filas universitarias. Otros pudieron haber sido jugadores nacionales o extranjeros quienes se iniciaron en otro club antes de unirse a cualquier bando. Hasta la fecha, solo dos elementos han sido campeones con ambos conjuntos; Moctezuma Serrato con América en el torneo verano 2002 y con Pumas, tanto en el Clausura y el Apertura 2004. El otro es Efraín Juárez, quien salió campeón con el cuadro universitario en el Clausura 2009 y con América en el Clausura 2013.
| Jugador                         | Jugador                         | Jugador                            |
| ------------------------------- | ------------------------------- | ---------------------------------- |
| Jorge Iniestra                  | Rafael Calderón                 | Adolfo Ríos "El Arquero de Cristo" |
| Carlos Calderón                 | Jorge Miranda                   | David Patiño                       |
| Luis Juarcy                     | Adrián Chávez                   | Raúl Salinas                       |
| Gilberto Vega                   | Hugo Sánchez "Hugol"            | Antonio de Nigris "Tano"           |
| René Trujillo                   | Francisco Uribe "Paco Uribe"    | Moctezuma Serrato                  |
| Enrique Borja                   | Joaquín del Olmo "El Jaibo"     | Christian Ramírez                  |
| Enrique Vázquez                 | Luis García "El Artillero"      | Rafael Márquez Lugo                |
| Oswaldo Castro "Pata Bendita"   | José Luis Salgado               | Rubens Sambueza                    |
| Antonio de la Torre Villalpando | Braulio Luna                    | Efraín Juárez                      |
| Francisco Castrejón Ramírez     | Alberto García Aspe "Beto Aspe" | Emilio Orrantia                    |
| Manuel Pérez                    | Nicolás Castillo                | Leonel López González              |

## Partidos memorables

### La noche de la Corregidora: Final temporada 1984-85.
Los orígenes de este odio deportivo se remontan al año 1985. Pumas y América definieron al campeón de esa campaña en tres cotejos: el primero en el Azteca, con marcador de 1-1; el segundo en Ciudad Universitaria, con empate a cero; y el tercero en el estadio Corregidora de Querétaro. Fue después de este tercer duelo cuando la afición universitaria comenzó aumentar el desprecio por los azulcremas. Durante el partido, el árbitro Joaquín Urrea marcó un penal a favor del América, jugada precedida de una mano en el área, minutos después el árbitro se equivoca y no marca un penal a favor de Pumas por una mano similar a la anterior. América se coronó Campeón en el Estadio de la Corregidora con goles de Daniel Brailovsky y Carlos Hermosillo.

### Las fallas de Ríos: Final temporada 1987-88
El juego de ida en Ciudad Universitaria terminó con triunfo universitario 1-0. La vuelta fue el 3 de julio de 1988 en el Azteca, el conjunto de Coapa obtuvo el título venciendo 4-1 con goles de Gonzalo Farfán (2), Adrián Camacho y Antônio Carlos Santos. América logró su séptima corona ganando la final con claridad y contundencia.

### Tucazo: Final 1990-91
La rivalidad siguió creciendo durante esta Final. El equipo de la UNAM, entonces dirigidos por Miguel Mejía Barón, finalizaron la campaña con un récord envidiable: el liderato general, el equipo con más triunfos, además en sus filas estaba Luis García, mayor goleador. Cotejo precedido de una victoria del América en el Azteca con marcador de 3-2, los universitarios lograron coronarse gracias a un soberbio disparo de tiro libre por parte del brasileño Ricardo Ferretti, el cual con el paso de los años fue bautizado como el “Tucazo”. El resultado global fue un empate (3-3), pero los pumas se coronarían por haber anotado más goles de visitante. Final en la que el cuadro de la universidad obtuvo su tercer campeonato.

### Liguilla, Repechaje, temporada 1995-1996
América ganó el partido de ida 2-0 como local con goles de Biyik en el minuto 29 y del ex-unamita Luis García al minuto 86. La efusiva celebración de García causó molestia entre los aficionados universitarios. La vuelta en CU fue un empate sin goles. Esta sería la primera de cuatro eliminaciones consecutivas de pumas en liguilla frente al América.

### La tarde mágica de Olalde
La tarde del domingo 16 de abril del año 2000, las Águilas tuvieron una pésima actuación ante Pumas, quienes los derrotaron en Ciudad Universitaria con un 4-1, resultado que hasta la fecha no se ha repetido. Fue una gran partido de Jesús Olalde. El delantero universitario consiguió tres anotaciones. Por último, Luis Ignacio González pondría el marcador definitivo con un gol de tiro libre. Para cerrar el partido, el ídolo americanista Cuauhtémoc Blanco, erró un penal durante la primera parte. La causa principal de la gran tarde universitaria fue el arquero americanista Alberto Becerra quien estaba sustituyendo al titular Adolfo Ríos debido a que estaba recuperándose de una lesión, aunque no todo fue alegría pues Fernando Ochoaizpur anotó en su propia meta dejando el resultado de 4 goles a favor de Universidad a uno del América.

### Lapuente vs Hugo y la Semifinal del verano 2002.
Semifinal verano de 2002. La tarde del sábado 18 de mayo pretendía ser perfecta para los aficionados de Pumas. Luego de que los universitarios, en el partido de ida, lograron quitarle el empate al equipo de Manuel Lapuente, el partido de vuelta se prestaba para creer que los auriazules enfrentarían al Necaxa en la final. Pero el destino le tenía una tarde negra a los del Pedregal. Un autogol del veterano Miguel España derrumbó la ilusión de regresar a una final tras 12 años de no hacerlo, aunque Víctor Muller igualó los cartones al final del primer tiempo, los americanistas se llevaron el triunfo con una anotación de Christian Patiño. Los de Coapa lograron el pase a la final para después derrotar al Necaxa y obtener su novena estrella. Este partido fue significativo para los Americanistas ya que era su revancha por la final disputada en 1991.

### Sánchez vs Beenhaker en 2003.
Hugo Sánchez y Leo Beenhaker se encontraron en el Apertura 2003 en CU. La rivalidad y enemistad entre ambos era evidente y los Pumas de Hugo iban ganando por 3-0 con goles de Verón, Becerra y Lozano. Pero, el América remontó el partido para empatar con goles de Blanco, Pardo y Rojas, pero en el minuto 92, Francisco Fonseca hizo el 4-3 definitivo a favor de Universidad Nacional.

### Un gran triunfo de Universidad frente al América antes del bicampeonato.
Apertura 2004. La última gran victoria que Pumas tuvo frente al América. Los dirigidos por Hugo Sánchez tuvieron un inicio lento, pero con el pasar de las jornadas mejoró y los llevó a conseguir el Bicampeonato. En la jornada 10 ambos equipos se enfrentaron. El boliviano Joaquín Botero anotó el primero de la UNAM, mientras que Ismael Iñiguez tuvo un gran número de ocasiones, pero no consiguió anotar. Un autogol de Duilio Davino y una anotación de Iñiguez le dieron el triunfo a los del Pedregal con marcador de 3-0, y para colmo de males las Águilas festejaban su 88 aniversario.

### Campeón de Campeones 2005.
América le ganaría otra final al equipo universitario. El partido de ida quedaría empatado sin goles sin embargo, en el partido de vuelta el brasileño Kleber Boas en cuatro minutos resolvió a favor de América el trofeo Campeón de Campeones del fútbol mexicano, al hacer los dos goles en la victoria por 2-1 sobre Pumas de la UNAM. A los minutos 63 y 67 hizo el brasileño los goles de la coronación ante unos 70 mil aficionados que soportaron lluvia en el Estadio Azteca. La anotación auriazul fue autogol del portero Guillermo Ochoa, al minuto 52, a centro del brasileño Ailton da Silva.

### Boleto a liguilla, Jornada 17 del Apertura 2010.
Pumas llegaba como el peor visitante a la Jornada 17 del Apertura 2010 y debían ganar para ir a la Liguilla. Los felinos llegan a la victoria con un gol de Darío Verón a minutos de comenzar el partido, y lograrían su primer triunfo fuera de CU en el torneo. Además obtuvieron su calificación a la Liguilla, donde después eliminarían al líder Cruz Azul en cuartos de final.

### Liguilla, Cuartos de final, Clausura 2013.
América y Pumas se enfrentaron en los cuartos de final del clausura 2013. Los americanistas vencieron con doble triunfo a Pumas UNAM. Primero ganaron en CU 1-0 con gol de Raúl Jiménez y en el Azteca 2-1 con goles marcados por Benítez, mientras que Robin Ramírez marcó por los Pumas, (global 3-1). América sería después campeón en ese torneo, al vencer a Cruz Azul y lograr su undécima corona.

### Goleada de la temporada 2013/2014
Las Águilas del América golearon a Los Pumas de La UNAM, con marcador de 4-1, en el Estadio Universitario, por el cierre de la Jornada 8 del Torneo Apertura 2013 de la Liga Bancomer MX. Por parte de los Azulcremas anotó Miguel Layún al 27´, Juan Carlos Valenzuela al 30´, Luis Ángel Mendoza al 35´ y Luis Gabriel Rey al 65´. Por los Universitarios acortó distancia Martín Bravo al 78´.

### Liguilla, Cuartos de final, Apertura 2014.
América y Pumas se volverían a enfrentar en la Liguilla. América eliminaría por cuarta vez consecutiva a los Pumas (Temporada 1995-1996, verano 2002, Clausura 2013 y Apertura 2014), marcando un claro dominio de las águilas en las estadísticas de los duelos de Liguilla. El resultado será un empate global (1-1). Sin embargo, América será quien pase a la siguiente ronda por haber sido el líder del torneo. América lograría después su decimosegunda estrella en ese mismo torneo.

### Liguilla: Semifinales Apertura 2015
Nuevamente Pumas y América chocaron en la Liguilla. Esta vez, los universitarios obtuvieron el triunfo. Universidad abrió la llave goleando al América por 3-0 en el Estadio Azteca. El juego en CU estuvo a punto de convertirse en una voltereta azulcrema. Con solo 9 hombres el América ganaría 3-1 pero el global final de 4-3 dio el pase a los auriazules, que obtuvieron la primera victoria después de 4 eliminaciones consecutivas a manos de las Águilas. Más tarde en la final, Pumas perdería el campeonato ante Tigres.

### Liguilla: Cuartos de final Clausura 2018
Águilas y Pumas se enfrentaron en otra Liguilla, la cual se definió gran parte en el partido de ida en el que América se impuso a los Pumas en el Estadio Olímpico por marcador de 1-4 con dobletes de Mateus Uribe al 1´y al 38´, y del francés Jérémy Ménez al 30´y 61. Nicolás Castillo anotó por Pumas al 44´. En el juego de vuelta un empate momentáneo de Pumas por parte de Jesús Gallardo 44´ ilusiono a los universitarios pero al minuto 80´ Andrés Ibarguen puso el 2-1 lapidario; para un global 6-2 a favor del América.

### Liguilla: Goleada en Semifinales Apertura 2018.
El juego de ida en Ciudad Universitaria terminó con empate de 1-1, gracias a las anotaciones de Diego Lainez por parte del América y Martín Rodríguez de parte de los Pumas, en este juego, Alfredo Saldívar le atajo un penal a Roger Martínez. Para la vuelta fue una victoria Americanista ya que las águilas golearon 6-1 para eliminar a Universidad. De los americanistas anotaron Renato Ibarra, Bruno Valdez, Roger Martínez, Guido Rodríguez, Diego Lainez y Emmanuel Aguilera. Por Pumas marcó Carlos González.

### Liguilla: Cuartos de final Apertura 2021.
El partido de ida en Ciudad Universitaria terminó 0-0, lo cual parecía una ventaja para el América que había sido superlíder del torneo regular y cerraba la eliminatoria en casa. Para complicar aún más el panorama a los unamitas, Aguilera adelantó al América al minuto 11 vía penal. Sin embargo, Pumas reaccionaría y Washington Corozo empató al 29´ a pase de Alan Mozo, al 42´ Mozo y Corozo repitieron la misma formula de asistencia y gol para remontar el partido y poner el 1-2. Para poner la cereza del pastel Alan Mozo daría su tercera asistencia al 82´ a Meritao para cerrar el marcador con un contundente 1 a 3.

## Historial
Historial estadístico por la Federación Mexicana de Fútbol.
| Competición                  | P.J. | Ganó AME | P.E. | Ganó UNAM | Gol. AME | Gol. UNAM |
| ---------------------------- | ---- | -------- | ---- | --------- | -------- | --------- |
| Fase regular                 | 126  | 46       | 48   | 32        | 171      | 151       |
| Liguilla                     | 25   | 13       | 7    | 5         | 37       | 21        |
| Subtotal de Liga             | 151  | 59       | 55   | 37        | 208      | 172       |
| Copa México                  | 9    | 1        | 5    | 3         | 8        | 10        |
| Campeón de Campeones         | 2    | 1        | 1    | 0         | 2        | 1         |
| Pre Pre Libertadores         | 2    | 0        | 2    | 0         | 0        | 0         |
| Torneo de Nuevos Valores     | 2    | 0        | 2    | 0         | 1        | 1         |
| Subtotal de juegos oficiales | 166  | 61       | 65   | 40        | 219      | 184       |
| Amistosos                    | 10   | 1        | 4    | 5         | 11       | 19        |
| Total                        | 176  | 62       | 69   | 45        | 230      | 203       |

## Comparativa entre equipos

### Palmarés
| Clubes  | Primera División de México | Copa México | Campeón de Campeones | Supercopa MX | Supercopa de la Liga MX | Copa de Campeones de la CONCACAF | Copa Interamericana | Copa de Gigantes de la Concacaf | Total |
| ------- | -------------------------- | ----------- | -------------------- | ------------ | ----------------------- | -------------------------------- | ------------------- | ------------------------------- | ----- |
| América | 16                         | 6           | 7                    | 0            | 1                       | 7                                | 2                   | 1                               | 40    |
| UNAM    | 7                          | 1           | 2                    | 0            | 0                       | 3                                | 1                   | 0                               | 14    |

Datos actualizados: 25 de mayo de 2025.

### Datos generales
| Asunto                                                                        | América                            | UNAM                   |
| ----------------------------------------------------------------------------- | ---------------------------------- | ---------------------- |
| Año de fundación del club                                                     | 1916                               | 1954                   |
| Estadio                                                                       | Azteca                             | Olímpico Universitario |
| Capacidad del estadio                                                         | 83 264                             | 69 854                 |
| N.º de temporadas en Primera División                                         | 113 (todas)                        | 94                     |
| N.º de veces que quedó en 1.º de la tabla general                             | 19                                 | 4                      |
| N.º de veces que quedó en 2.º de la tabla general                             | 15                                 | 10                     |
| Peor puesto en Primera División                                               | 18.º (clausura 2008)               | 19.º (invierno 2001)   |
| Liguillas                                                                     | 67                                 | 45                     |
| Finales de liga                                                               | 21                                 | 14                     |
| Mayor n.º de goles marcados en una temporada                                  | 88 (1987-88)                       | 82 (1987-88)           |
| Máximo de puntos alcanzados en un Torneo Largo                                | 61 (1982-83)                       | 55 (1984-85 y 1990-91) |
| N.º de veces que ha conseguido el doblete o campeonísimo (Liga y Copa México) | 0                                  | 0                      |
| Máximo de puntos alcanzados en un torneo corto                                | 43 (Apertura 2002)                 | 41 (Clausura 2004)     |
| Mayor n.º de goles marcados un torneo corto                                   | 38 (Clausura 2005 y Apertura 2022) | 42 (Clausura 2004)     |

Datos actualizados al 25 de mayo de 2025.

### Partidos que decidieron un título
| Temporada                  | Campeón                    | Resultado                  | Subcampeón                 | Sede Final |
| Primera División de México | Primera División de México | Primera División de México | Primera División de México | |
| -------------------------- | -------------------------- | -------------------------- | -------------------------- | --- |
| 1984-85                    | Club América               | 1 - 1, 0 - 0, 3 - 1 (des.) | UNAM                       | Estadio Azteca, Ciudad de México / Estadio Olímpico Universitario, Ciudad de México / Estadio Corregidora, Querétaro |
| 1987-88                    | Club América               | 0 - 1, 4 - 1               | UNAM                       | Estadio Olímpico Universitario, Ciudad de México / Estadio Azteca, Ciudad de México                                  |
| 1990-91                    | UNAM                       | 2 - 3, 1 - 0 (v.)          | Club América               | Estadio Azteca, Ciudad de México / Estadio Olímpico Universitario, Ciudad de México                                  |
| Campeón de Campeones       |                            |                            |                            | |
| 2004-05                    | Club América               | 0 - 0, 2 - 1               | UNAM                       | Estadio Olímpico Universitario, Ciudad de México / Estadio Azteca, Ciudad de México                                  |